# Hnúšťa
Hnúšťa (mađ. Nyustya, njem. Großsteffelsdorf),  je grad u Banskobistričk kraju u središnjoj Slovačkoj. Upravno pripada Okrugu Rimavská Sobota.

## Zemljopis
Hnúšťa leži na nadmorskoj visini od 298 m i zauzimu površinu od 68,049 km2.
Nalazi se između gradova Rimavske Sobote i Tisovca.

## Povijest
Prvi pisani spomen grada je iz 1334. Mađarskoj županiji Gömör pripojen je 1918., poslije je pripojen novonastaloj državi Čehoslovačkoj. Od 1960. – 1971. bio je sjedinjen sa susjednom općinom Likier u općinu Hnúšťa-Likier. 

## Stanovništvo
| Godina:     | 1993. | 2003.   | 2013.   | 2023.    |
| ----------- | ----- | ------- | ------- | -------- |
| Broj ljudi: | 7428  | 7560    | 7721    | 6504     |
| Razlika:    |       | +1,77 % | +2,12 % | -15,76 % |

| Godina:     | 2022. | 2023.   |
| ----------- | ----- | ------- |
| Broj ljudi: | 6616  | 6504    |
| Razlika:    |       | -1,69 % |

Po popisu stanovništa iz 2001. grad je imao 7.513 stanovnika.

### Etnički sastav
- Slovaci 93,12 %
- Romi 3,36 %
- Mađari 1,07 %
- Česi 0,40 %
- Nijemci 0,04 %

### Religija
- rimokatolici 36,10 %
- ateisti 35,44 %
- protestanti 21,62 %
- grkokatolici 0,37
- ostali[5]